# Forūdgāh-e Gorgān
Forūdgāh-e Gorgān (persiska: فُرودگاهِ گُرگان) är en flygplats i Iran.   Den ligger i provinsen Mazandaran, i den norra delen av landet, 300 km nordost om huvudstaden Teheran.
Terrängen runt Forūdgāh-e Gorgān är huvudsakligen platt, men söderut är den kuperad. Runt Forūdgāh-e Gorgān är det ganska tätbefolkat, med 207 invånare per kvadratkilometer. Närmaste större samhälle är Gorgan, 8,3 km sydost om Forūdgāh-e Gorgān. Trakten runt Forūdgāh-e Gorgān består till största delen av jordbruksmark.